# Abronamoué
Abronamoué est une localité de l'est de la Côte d'Ivoire, et appartenant au département d'Abengourou, région Indénié-Djuablin. La localité d'Abronamoué est un chef-lieu de commune.

## Quartier d'Abronamoué
Le village d’Abronamoué, situé dans la situé dans la sous-préfecture de Niablé est doté de 7 quartiers. En 2017, à l'initiative des dirigeants de la mutuelle pour le développement d’Abronamoué (MUDEA), des chefs ont pourvus à ces différents quartier afin de mettre en place une administration de proximité pour un encadrement plus rapproché des populations. Ci-après la liste des quatiers ainsi que leurs chef. 
| # | Quartier   | Chef de quartier                 |
| 1 | Adjéfiébo  | Sossonan Niamké                  |
| 2 | Bilékro    | Adou Ebrottié dit « petit papa » |
| 3 | Allocanou  | Affèyoué Jacques                 |
| 4 | Assalékro  | Youl Sié Thimoté                 |
| 5 | Plateau    | TIEMELE AMOAKON                  |
| 6 | Air France | Bako Seydou                      |
| 7 | Agnikro    | Adjéi Adou Innocent              |